# Fair Trade Services
Pour les articles homonymes, voir INO.
Fair Trade Services est un label de disques de musique chrétienne contemporaine, basé près de Brentwood (Tennessee) aux États-Unis.

## Histoire
Le label a été fondé en 1999 sous le nom de INO Records, une division de M2 Communications. Integrity Media a acquis le label en 2002. En 2011, le label a été vendu à David C. Cook qui l’a renommé Fair Trade Services.

## Artistes actuels sous le label
| - 33Miles - Addison Road - Bart Millard - Building 429 - Caedmon's Call - Connersvine - Darlene Zschech - Decyfer Down - Derek Webb | - Disciple - Echoing Angels - Fee - Joy Whitlock - Laura Story - Mark Harris - MercyMe - Mike Farris - P.O.D. | - Phil Wickham - Phillips, Craig & Dean - Sandi Patty - Sara Groves - Stellar Kart - Skillet - The Afters - Todd Agnew - Vota |

## Anciens Artistes
- 4Him
- Flyleaf
- The Rock N Roll Worship Circus
- SONICFLOOd
- Ten Shekel Shirt
- CeCe Winans
- Chris Rice